# 프린세스 프린세스 (밴드)
프린세스 프린세스(일본어: プリンセスプリンセス, 영어: Princess Princess)는 일본의 록 밴드이다. 1983년부터 1996년까지, 2011년부터 2012년까지 활동하였으며 줄여서 '프리프리'라고도 불린다. 대표곡으로는 〈세카이데이치방아츠이나츠 (世界でいちばん暑い夏）〉, 〈Diamonds〉 등이 있다. 여성만으로 구성된 밴드 가운데 일본에서 가장 상업적으로 성공한 그룹이기도 하다. 2011년 동일본 대지진이 발생하고 실망과 용기를 잃은 일본 국민들에게 도움이 되기 위해 2012년 1월 6일에 2012년만 활동하기는 조건으로 재결성하여 활동했었다.

## 구성원
| 이름            | 소개 |
| --------------- | --- |
| 오쿠이 카오리   | - 생년월일: 1967년 2월 17일(58세) - 출생지: 일본 히로시마현 히로시마시 - 담당: 보컬, 기타 - 해산 후: 밴드 해산 직후 (1996년) 배우 키시타니 고로와 결혼하여 키시타니 카오리로 이름이 변했다.   |
| 나카야마 카나코 | - 생년월일: 1964년 11월 2일(60세) - 출생지: 일본 교토부 교토시 - 담당: 기타, 코러스 - 해산 후: 현재 VooDoo Hawaiians의 보컬 및 기타로 활동하고 있다. 2004년 일반인 남성과 결혼했다.           |
| 와타나베 아츠코 | - 생년월일: 1964년 10월 26일(60세) - 출생지: 일본 구마모토현 미나마타시 - 담당: 베이스, 코러스, 리더 - 해산 후: 현재 음악 전문학교 "도쿄 스쿨 오브 뮤직 전문학교"의 부총장으로 활동하고 있다. |
| 토미타 쿄코     | - 생년월일: 1965년 6월 2일(59세) - 출생지: 일본 가나가와현 요코하마시 도쓰카구 - 담당: 드럼, 코러스 - 해산 후: 밴드 해산 후 일반인 남성과 결혼하여 남자 아이 둘을 낳았다.                     |
| 콘노 토모코     | - 생년월일: 1965년 7월 15일(59세) - 출생지: 일본 사이타마현 우라와 시 - 담당: 키보드, 코러스 - 해산 후: 밴드 해산 후 결혼했으나 이혼했다. 2002년 영화감독 겸 배우 사사히라 고와 결혼했다.     |

## 음반 목록

### 정규 음반
- 《Kiss데 크라임》 (Kissで犯罪, 1986년)
- 《TELEPORTATION》 (1987년)
- 《HERE WE ARE》 (1988년)
- 《LET'S GET CRAZY》 (1988년)
- 《LOVERS》 (1989년)
- 《PRINCESS PRINCESS》 (1990년)
- 《DOLLS IN ACTION》 (1991년)
- 《BEE-BEEP》 (1993년)
- 《Majestic》 (1993년)
- 《The Last Princess》 (1995년)